# Mysticisme national
Le Mysticisme national (en allemand : Nationalmystik) est une forme de nationalisme qui soulève la nation au statut de numen ou divinité. Son exemple le plus connu est le mysticisme germanique, qui a donné lieu à l'occultisme sous le «Troisième Reich». Elle mettait en avant l'idée de la nation comme une entité divine et a été présenté par Johann Gottlieb Fichte. Le mysticisme national est étroitement lié au nationalisme romantique, mais il va au-delà du sentiment amoureux. Le mysticisme national prône une vénération mystique de la nation comme une vérité transcendante. Il croise souvent avec le nationalisme ethnique par des affirmations pseudohistoriques sur les origines d'une ethnie donnée.